# Ляки (Татарстан)
Ляки — село в Сармановском районе Татарстана. Административный центр Лякинского сельского поселения.

## География
Находится в восточной части Татарстана на расстоянии приблизительно 11 км на северо-запад по прямой от районного центра села Сарманово.

## История
Известно с 1691 года, упоминалось также как Петропавловское (по церкви). Петропавловскую церковь вначале построили в 1782 году в 1893 поставили новую.

## Население
Постоянных жителей было: в 1870 году — 700, в 1897—1111, в 1913—1503, в 1920—1456, в 1926—1173, в 1938—1008, в 1949—956, в 1958—901, в 1970—1019, в 1979—798, в 1989—478, 445 в 2002 году (татары 40 %, кряшены 38 %), 383 в 2010.